# Nishitōkyō

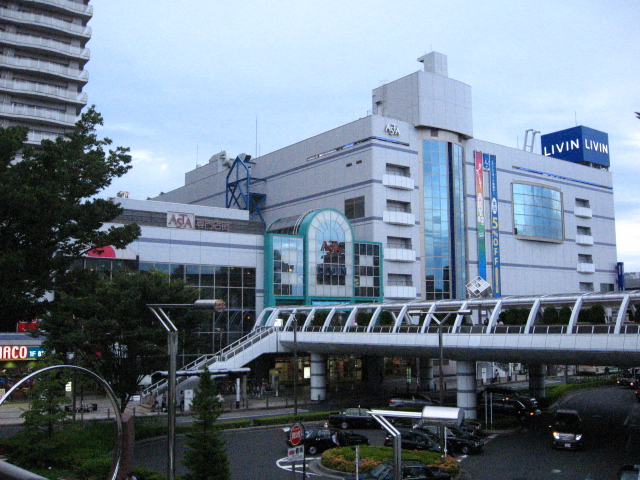
Centrala Nishitōkyō.

Nishitōkyō (japanska: 西東京市?, Nishitōkyō-shi)) är en stad i den japanska prefekturen Tokyo, och ingår i Tokyos storstadsområde. Staden bildades 21 januari 2001 genom att de två tidigare städerna Tanashi och Hoya slogs ihop och tillsammans bildade Nishitōkyō. Staden ligger i den västra delen av Tokyo prefektur vilket också framgår av Nishi (西) "väst" i stadens namn. 

## Kommunikationer
Genom staden går två järnvägslinjer, Seibu Ikebukurolinjen och Seibu Shinjukulinjen. Båda linjerna tillhör järnvägsbolaget Seibu. Totalt finns 5 järnvägsstationer i staden. 

## Övrigt
Skytower Nishitokyo (Även kallat Nishitokyo Tower eller Tanashi Tower) är Japans sjätte högsta torn med en höjd på 195 m.